# Bahía Ainsworth (Chile)
La Bahía Ainsworth es una zona costera ubicada dentro del seno Almirantazgo, en el Parque Nacional Alberto de Agostini en la provincia de Tierra del Fuego de la XII Región de Magallanes y la Antártica Chilena, en el extremo sur de dicho país.
Es un largo estrecho rodeado de paredes empinadas cuyas aguas son alimentadas por el glaciar Marinelli, el cual es el más extenso del parque y que cuenta con importantes paredones de hielo.